# Pavel Kantorek
Pavel Kantorek (Praga, Checoslovaquia; 8 de febrero de 1930-Praga, República Checa; 10 de noviembre de 2023) fue un atleta checo especialista en la carrera de larga distancia que participó en los Juegos Olímpicos.

## Carrera

### Juegos Olímpicos
Participó en tres ediciones de los Juegos Olímpicos, la primera de ellas fue en Melbourne 1956 donde terminó en el lugar 27 de la maratón entre 48 participantes. Cuatro años después en Roma 1960 terminó en el lugar 14 entre 74 participantes; y en Tokio 1964 terminó en el lugar 25 entre 79 participantes.

### Otras Competencias
Ganó tres veces la Maratón de la Paz de Kosice entre 1958 y 1964, también impuso el récord de la Maratón de Ostrava, el cual sigue vigente.

## Logros
| Año  | Competición                 | Sede                    | Posición | Evento  | Tiempo  |
| ---- | --------------------------- | ----------------------- | -------- | ------- | ------- |
| 1958 | Maratón de la Paz de Kosice | Košice, Checoslovaquia  | 1°       | Maratón | 2:29:37 |
| 1959 | Maratón de Enschede         | Enschede, Países Bajos  | 1°       | Maratón | 2:26:48 |
| 1959 | Maratón de Ostrava          | Ostrava, Checoslovaquia | 1°       | Maratón | 2:19:06 |
| 1961 | Maratón de Fukuoka          | Fukuoka, Japón          | 1°       | Maratón | 2:22:05 |
| 1962 | Maratón de la Paz de Kosice | Košice, Checoslovaquia  | 1°       | Maratón | 2:28:29 |
| 1964 | Maratón de la Paz de Kosice | Košice, Checoslovaquia  | 1°       | Maratón | 2:25:55 |